# Thierry Kaisin
Thierry Kaisin (ca. 1961) is een Belgisch zeilwagenracer.

## Levensloop
Kaisin werd in 2014 wereldkampioen in de Standart-klasse van het zeilwagenrijden. Daarnaast won hij tweemaal zilver op het Europees kampioenschap.